# Mont Brûlé
Mont Brûlé är en bergstopp i Schweiz.   Den ligger i distriktet Entremont och kantonen Valais, i den sydvästra delen av landet, 100 km söder om huvudstaden Bern. Toppen på Mont Brûlé är 2 572 meter över havet, eller 114 meter över den omgivande terrängen. Bredden vid basen är 1,4 km.
Terrängen runt Mont Brûlé är mycket bergig. Närmaste större samhälle är Bagnes, 7,4 km norr om Mont Brûlé. 
Trakten runt Mont Brûlé består i huvudsak av gräsmarker. Runt Mont Brûlé är det mycket glesbefolkat, med 4 invånare per kvadratkilometer.